# Eva Inés Obergfell

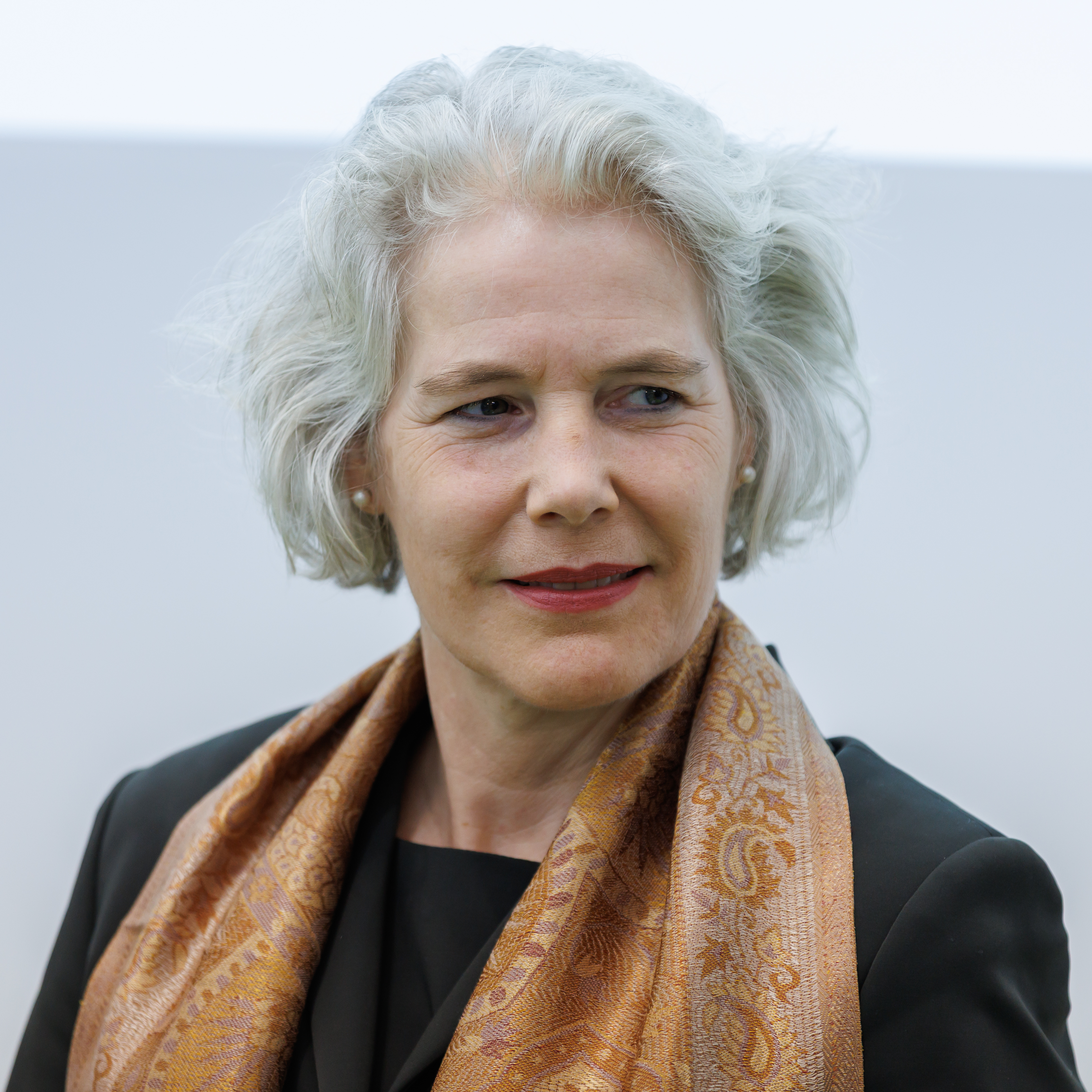
Obergfell (2025)

Eva Inés Obergfell (* 24. Dezember 1971 in Brilon) ist eine deutsche Juristin und seit 1. April 2022 Rektorin der Universität Leipzig.

## Leben
Obergfell studierte ab 1991 Rechtswissenschaften an den Universitäten Bielefeld, Straßburg (1993 bis 1995) sowie Konstanz. An letzterer legte sie 1997 das erste juristische Staatsexamen ab, betrieb von 1998 bis 1999 ein Zweitstudium der Romanistik und Medienwissenschaften, promovierte 2000 zum Dr. iur. und habilitierte sich dort 2010. Von 1997 bis 2000 war sie wissenschaftliche Mitarbeiterin bei Rainer Hausmann.
Zwischen 2000 und 2002 machte Obergfell ihr Referendariat am Landgericht Cottbus und durchlief dabei Stationen unter anderem an der Medienanstalt Berlin-Brandenburg, in der Deutschen Botschaft in Santiago de Chile und einer Rechtsanwaltskanzlei in Buenos Aires. Im Jahr 2002 legte sie ihr zweites Staatsexamen ab und wurde als Rechtsanwältin in Berlin zugelassen.
Von 2002 bis 2003 arbeitete Obergfell als Rechtsanwältin mit Tätigkeitsschwerpunkt Urheber- und Medienrecht bei einer Rechtsanwaltskanzlei in Berlin und von 2004 bis 2011 als wissenschaftliche Assistentin für Wirtschaftsrecht bei Christoph Ann an der Technischen Universität München. Weiterhin übernahm sie Lehrstuhlvertretungen an der RWTH Aachen, den Universitäten Mannheim und Bonn sowie der Humboldt-Universität zu Berlin. Obergfell hatte zudem Lehraufträge an den Universitäten Regensburg und Bayreuth.
2011 wurde Obergfell an der Humboldt-Universität Berlin zur Professorin berufen. Ab 2012 war sie Studiendekanin und ab 2015 Prodekanin für Forschung an der Juristischen Fakultät. 2013 wurde sie geschäftsführende Co-Direktorin des Josef-Kohler-Instituts der Universität. Von Oktober 2016 bis September 2021 war sie Vizepräsidentin für Lehre und Studium der Universität.
Seit 2014 ist Obergfell Professorin im Master-Programm der Universidad Nacional de La Plata in Argentinien und hielt 2014 ein Seminar an der Universität Barcelona.

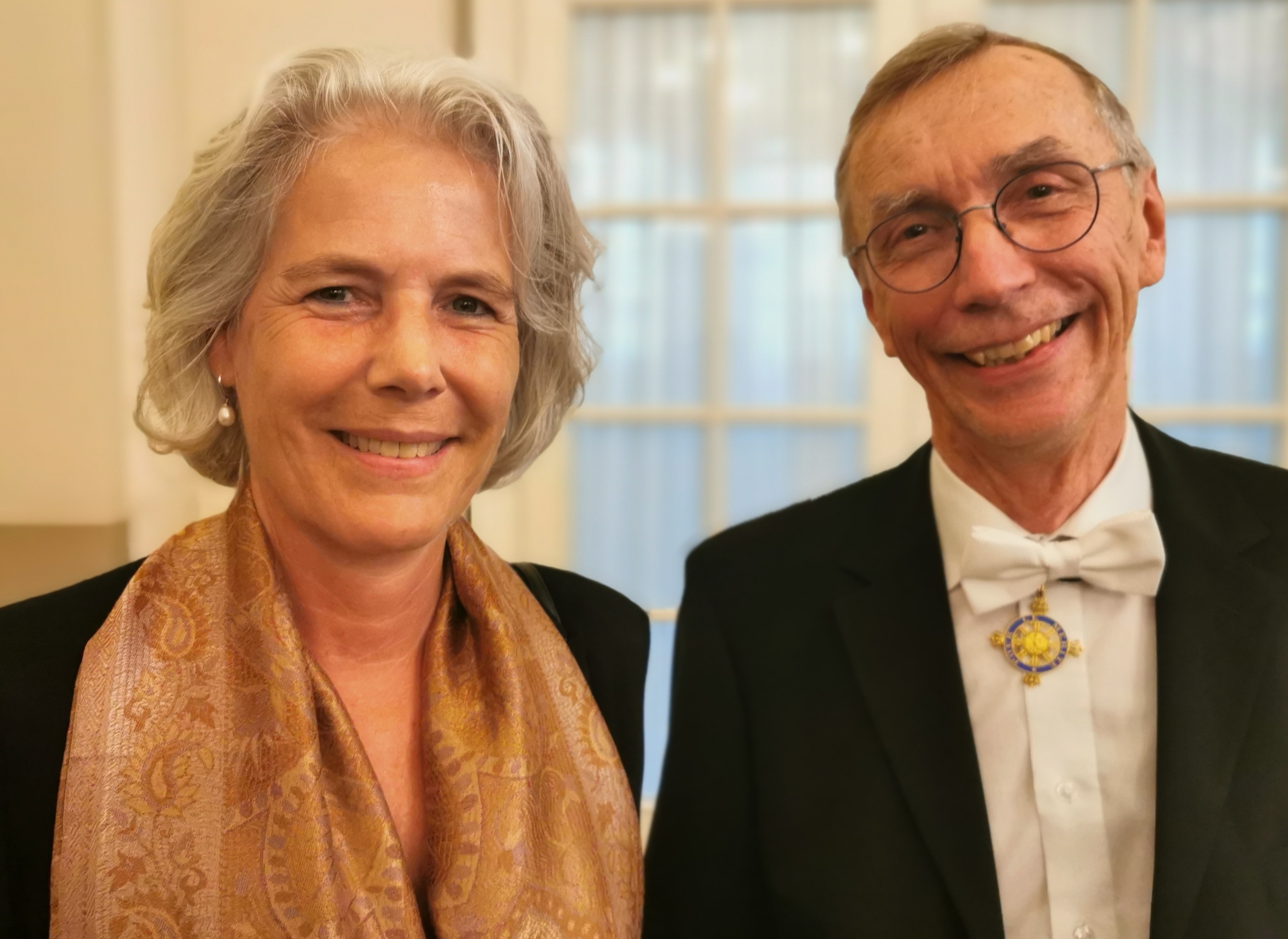
Eva Inés Obergfell und Svante Pääbo (2025)

Am 23. November 2021 wählte sie der erweiterte Senat der Universität Leipzig als Rektorin zur Nachfolgerin von Beate Schücking für die Amtszeit von 2022 bis 2027. Sie setzte sich in der Auswahl gegen die Afrikanistin Rose Marie Beck durch. Der Mitbewerber Ulf Diederichsen war zwischen seiner Bewerbung und der Wahl verstorben.

## Publikationen (Auswahl)
- Filmverträge im deutschen materiellen und internationalen Privatrecht – zur Reformierbarkeit des materiellen Filmvertragsrechts und zur interessengerechten kollisionsrechtlichen Anknüpfung von Filmverträgen. Heymann, Köln u. a. 2001, ISBN 978-3-452-24898-5 (Dissertation).
- Hindernis Pflichtteil? Zur Legitimation des Pflichtteilsrechts und den Grenzen der vorweggenommenen Erbfolge. In: Johannes Hager (Hrsg.): Vorweggenommene Vermögensübertragung unter Ausschluss von Pflichtteilsansprüchen (= Schriften zum Notarrecht. Nr. 34). Nomos, 2013, ISBN 978-3-8487-0198-8, S. 9–33, doi:10.5771/9783845245782-9 (Habilitation).
- mit Constanze Ulmer-Eilfort: Verlagsrecht. Kommentar. C. H. Beck, München 2013, ISBN 978-3-406-61999-1.

## Auszeichnungen
- 1996: Studentenpreis in der Abteilung Rechtsvergleichung der Zeitschrift für Europäisches Privatrecht[4]
- Studienjahr 2000/2001: Förderpreis der Stiftung Wissenschaft und Gesellschaft an der Universität Konstanz[4]
- 2009: Best Teaching Award der Fakultät für Wirtschaftswissenschaften der Technischen Universität München in der Gruppe der wissenschaftlichen Mitarbeiter[4]

## Mitgliedschaften (Auswahl)
Obergfell ist Mitglied unter anderem der folgenden Organisationen:
- Deutsche Gesellschaft für Internationales Recht
- Deutsche Vereinigung für gewerblichen Rechtsschutz und Urheberrecht
- Deutscher Hochschulverband
- Deutscher Juristinnenbund
- Deutscher Juristentag
- Europäische Akademie der Wissenschaften und Künste (seit 2024)[6]
- Gesellschaft für Rechtsvergleichung
- Zivilrechtslehrervereinigung